# Gogo
Para las figurillas homónimas, véase gogos

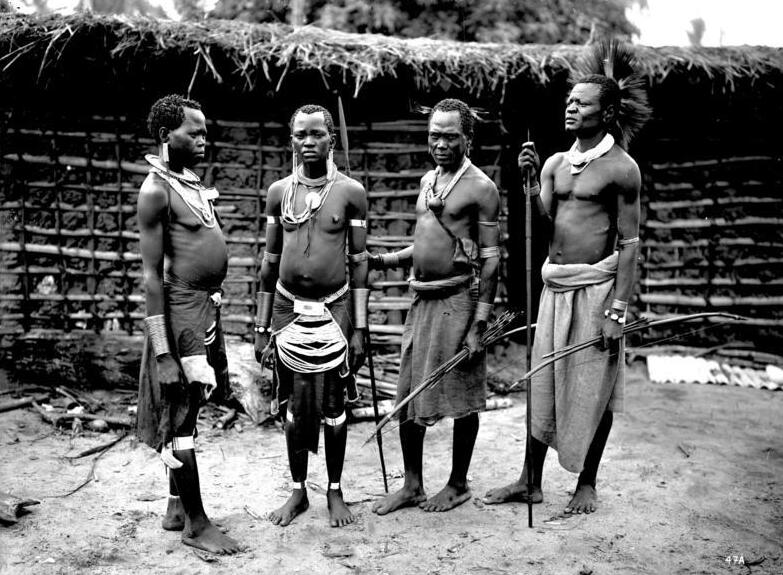
Fotografía de Walther Dobbertin, Grupo de hombres wagogo (entre 1906 y 1918), Archivo Federal de Alemania

Un gogo es un individuo perteneciente al pueblo bantú de los wagogo. Los wagogo habitan en la región de Dodoma, en la zona central de Tanzania.

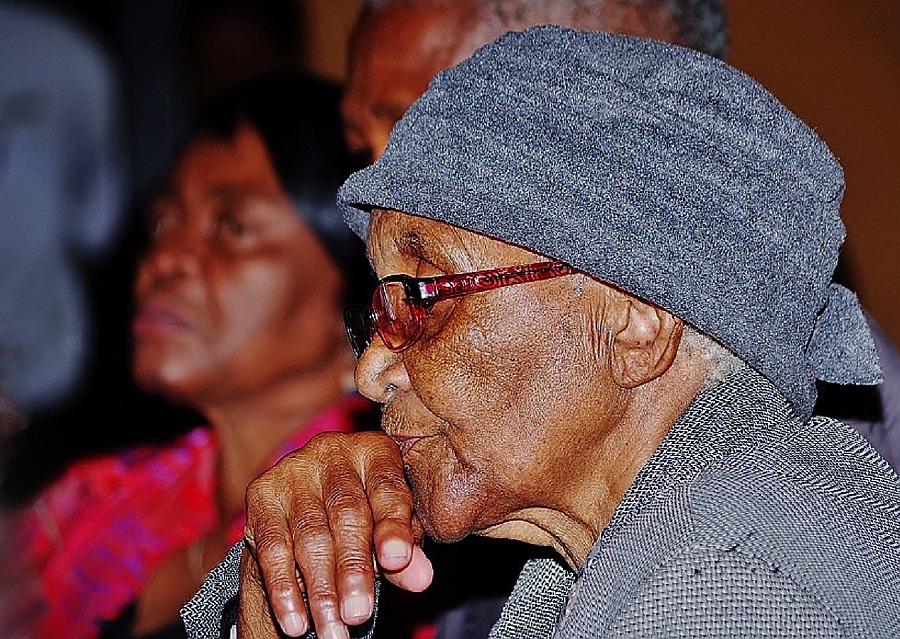
Mujer gogo

En 1991 la población de los wagogo se estimaba en 1.300.000 personas. Su ocupación principal es la agricultura y la ganadería. 
La música tradicional de los wagogo ha llamado la atención de los etnomusicólogos por su extraordinaria complejidad y variedad.
Estudios sobre la música de los wagogo
VALLEJO, Polo: Mbudi Mbudi na Mhanga, Universo musical infantil de los wagogo de Tanzania, 2004. ISBN 978-84-609-0212-6.
VALLEJO, Polo: Patrimonio musical de los wagogo (Tanzania): contexto y sistemática. Madrid: Cyan, 2008. ISBN 978-84-8198-773-7.
VALLEJO, Polo; BALLVÉ, Carmen: Acaba cuando llego, cuadernos de campo 1995-2015, Nzali (Tanzania). ISBN 978-84-608-9189-5. Swanu Books, 2016. Premio Nacional a la mejor edición de libros de Arte (2016) del Ministerio de Cultura de España. Prólogo: Óscar Esquivias. 
VALLEJO, Polo; BALLVÉ, Carmen: It ends when I get there, Field logbooks 1995-2015, Nzali (Tanzania). ISBN 978-84-608-9430-8. Swanu Books, 2016. Premio Nacional a la mejor edición de libros de Arte (2016) del Ministerio de Cultura de España. Prólogo: Óscar Esquivias. 
VALLEJO, Polo; 'Africa The Beat', documental basado en la vida y la música de los wagogo. Realizado con el colectivo Samaki Wanne acerca del trabajo de investigación llevado a cabo por el etnomusicólogo Polo Vallejo entre los wagogo.

## Discografía
Grabaciones de la polifonía de los wagogo:
- 2000: Chants Wagogo, París: Ocora/Radio France, C560155.
- 2001: Musiques rituelles Gogo, VDE/Gallo CD 1067. Ginebra: Musée d'ethnographie.
- 2002: Masumbi: musique de divertissement Wagogo, París: Ocora/Radio France, C560165.